# Papa Clement al XI-lea
Papa Clement al XI-lea (n. 23 iulie 1649, Urbino, Statele Papale – d. 19 martie 1721, Roma, Statele Papale), născut Giovanni Francesco Albani, a fost papă al Romei din anul 1700 până la moarte.

## Originile familiei
De origine albaneză, străbunul său Michel Laçi, a părăsit Albania, cu cei doi fii ai săi, Gheorghe și Filip (luptători alături de Skanderbeg), din cauza turcilor, instalându-se la  Urbino, în Italia, unde și-a luat numele de Albani. Gheorghe a avut doi fii, Altobelli și Annibale. Altobelli a avut și el doi fii, pe care îi chema Orazio și Carlo. Orazio s-a instalat la Roma, la Vatican, unde a fost numit senator de către Papa Urban. Carlo era tatăl lui Gianfrancesco, care deveni cardinal la vârsta de 51 de ani, apoi Papă, sub numele de Clement al XI-lea (1700-1721).
O altă ramură a familiei Albani s-a instalat la Bergamo, distingându-se prin Gian Geronimo Albani (1504-1591), canonic, autor al unor lucrări importante, care a devenit cardinal, în 1570.
Din familia Albani, au mai fost cardinali încă patru persoane: nepoții săi Alessandro (1672-1779), Annibale (1682-1751), Albani (1720-1803) și Giuseppe (1750-1834).

## Papă

Stema papei Clement al XI-lea

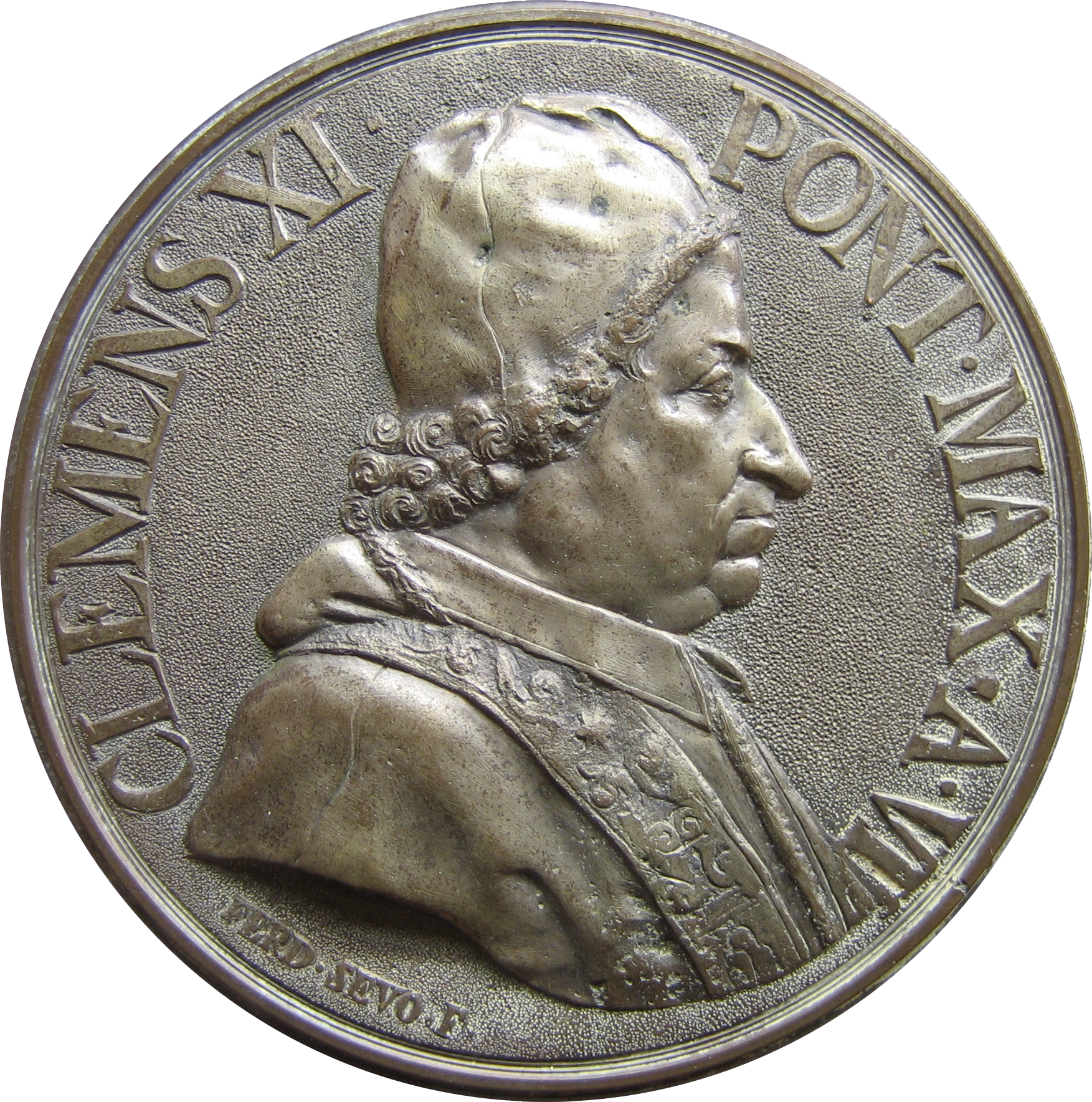
Medalie cu efigia papei Clement al XI-lea, realizată de Ferdinando Sevo; avers, circular: CLEMENS XI• PONT[ifex]•MAX[imus]•A[nno]•VII; jos, semnătura gravorului:FERD•SEVO•F•

Gianfrancesco Albani a fost ales papă la vârsta de 51 de ani. Era un om inteligent și cult. A încercat să împace Franța, Spania și Austria, la izbucnirea războiului între ele, însă nu a reușit. După 13 ani de război, între aceste țări, s-a ajuns la păci separate, nedrepte.
A dus o luptă asiduă împotriva jansenismului din Franța, amenințând cu depunerea cardinalului de Noailles. Pentru evitarea schismei, a fost organizat un conciliu ecumenic, care însă l-a condamnat pe Papă și care a murit cu o adevărată cunună de spini, cum denumise el tiara papală, la încoronarea sa.